# Arūnas Bėkšta
Arūnas Bėkšta (ur. 11 maja 1955 w Połądze) – litewski konserwator dzieł sztuki, działacz kulturalny i polityczny, minister kultury w latach 1999–2000.

## Życiorys
W 1978 ukończył studia w zakresie fizyki na Uniwersytecie Wileńskim. W latach 80. pracował jako konserwator dzieł sztuki. Od 1985 do 1992 był szefem wydziału naukowo-badawczego w centrum restauratorskim im. Pranasa Gudynasa przy Litewskim Muzeum Sztuki. W latach 1992–1994 kierował departamentem dziedzictwa kulturowego w Ministerstwie Kultury. Od 1994 pełnił funkcję zastępcy dyrektora Litewskiego Muzeum Sztuki oraz kierownika centrum restauratorskiego im. Pranasa Gudynasa. W 1997 był wiceministrem kultury. Przez kolejne dwa lata pracował w jednej z fundacji jako koordynator programu kształcenia liderów społecznych. W latach 1998–1999 był także koordynatorem programu regionalnego w Międzynarodowym Centrum Badań nad Ochroną i Konserwacją Dziedzictwa Kulturowego (ICCROM).
Od lipca 1999 do listopada 2000 zasiadał w rządach Rolandasa Paksasa i Andriusa Kubiliusa jako minister kultury. W 2000 bez powodzenia ubiegał się mandat poselski w wyborach do Sejmu jako niezależny kandydat w jednomandatowym okręgu Wilno-Stare Miasto.
Po 2000 pracował jako niezależny ekspert w dziedzinie restauracji i konserwacji dzieł sztuki oraz jako wykładowca. Pełnił funkcję dyrektora wydziału współpracy międzynarodowej w instytucie zajmującym się administracją publiczną. Do 2008 zasiadał w państwowej komisji do spraw dziedzictwa kulturowego. Był prezesem litewskiego stowarzyszenia edukacji dorosłych.